# Маню Шарков
Мустафа (Маню) Якубов Шарков е духовник и будител в Чепинско корито.

## Биография
| „              | По произход и народност ние сме българи, по религия-мохамедани | “ |
| Мустафа Шарков |                                                                |   |

Роден е на 18 юни 1912 г. в село Корово (днешно Драгиново). Той е най-голямото от 7-те деца в семейството на Якуб и Айше Шаркови. Родът му е потомък на рода Трейови, свързани с Методий Драгинов. Баща му е бил сред най-издигнатите хора в Корово, учител и лечител. Бил е ученик на Осман Нури Ефенди, който спасява Пещера от опожаряване след погрома на Априлското въстание.
Малкият Мустафа започва да учи Корана на арабица при баща си. През 1924 г. отива да учи в турското мохамеданско училище в град Татар-Пазарджик. Продължава образованието си в духовното училище Нюваб в Шумен. През 1929 г. се завръща в родното си село и се оженва по настояване на майка си. От този брак, продължил 4 години, Мустафа има син Якуб и дъщеря Айше, а от втория си брак има дъщеря Дженан Ставрева.
Като най-учения човек в Корово след изпит пред мюфтийската комисия в Пловдив той става имам в селото. С времето изживява развитие и стига до идеята, че българите мюсюлмани са равни на своите братя християни. След създаването в Смолян на дружба „Родина“ (организация на българите мюсюлмани в Родопите, 1937 – 1944), той се свързва с нейните дейци заради сходство с идеите. Прегръщайки делото за прогрес и образование на българите-мюсюлмани, основава отделен клон в Чепино. Избран е за мюфтия на областта. Способства изнасянето на лекции, сказки, вечеринки и пиеси, целящи еманципирането на българите с мюсюлманска религия. Изнася речи пред мохамеданите, че в молитвите към Аллах трябва да се молят не за Султана, а за Българския цар. Думите му са посрещани с аплодисменти. През 1942 г. е назначен за мюфтия в Лъджене.
Има надеждата, че социалистическата власт в България ще донесе добро на българите-мюсюлмани. За известно време е директор на Мюсюлманското училище в Райково, но напуска, несъгласен с промяната на програмата му.
През 1946 г. научава, че консул на съседна държава събира подписи за откъсване на Родопите от България. По тази причина пише телеграма до Мирната конференция в Париж. Държавата му отказва помощ и той със скромните си средства прави превод и изпраща посланието, в което изтъква, че в Родопите живее българско население, макар и част от него да изповядва мюсюлманска религия.
Според Шарков идва момент, когато са извикани на преден план най-фанатизираните туркофили, за да бичуват и агресивно да правят реставрация на старото. Шарков е възмутен, че религиозните му събратя не пращат децата си да учат в българските народни училища, а в помашки, където трябва да се учи турски език. По тази причина, като околийски мюфтия, Шарков свиква съвещание, на което присъстват около 12 души. Някои от присъстващите го подкрепят, но управляващите са силно недоволни от позицията му.
През 1950 г. е арестуван и 2 години е разкарван по арестите, бит и заплашван, за да направи самопризнания по скалъпено обвинение, че е сътрудничил с англо-американците. През 1951 година е изпратен в лагера „Белене“ за 2 години, изпълнени с мъчения, глад и побоища.
30 години след това казва: „Страдах от неразбранщината и от мохамедани, и от християни, и от атеисти...“
Днес на негово име е наименуван площад във Велинград.